# Sexy Star
Dulce Maria García Rivas (* 20. September 1982 in Monterrey, Nuevo León, Mexiko), besser bekannt unter ihrem Ringnamen Sexy Star, ist eine mexikanische Luchadora (maskierter Wrestler) und ehemalige Profi-Boxerin. Sie war sehr erfolgreich in der mexikanischen Liga Asistencia Asesoría y Administración (AAA) und in der Fernsehsendung Lucha Underground (El Rey Network).

## Leben
Dulce Maria García Rivas begann schon als Jugendliche Kampfsport zu betreiben und begann mit Boxen, Kickboxen und Muay Thai. Später studierte sie Kommunikationswissenschaften und arbeitete einige Jahre in diesem Bereich, bis sie professionelle Wrestlerin wurde.
Am 29. August 2006 trat sie erstmals unter dem Ringnamen Dulce Poly in der Federacion Internacional de Lucha Libre (FILL) an. Dort arbeitete sie mit einem ihrer Trainer als Tag-Team und gewann den FILL Mixed Tag Team Championship. Zudem wurde sie FILL Women’s Championship. Den Gürtel durfte sie bis zum 27. Februar 2007 behalten.
Kurz nachdem sie den Titel gegen La Bandidad verlieren musste, wechselte sie zur mexikanischen Promotion Asistencia Asesoría y Administración, wo sie erstmals als maskierte Wrestlerin Sexy Star antrat. Zunächst als Midcarderin eingesetzt wurde sie ab 2009 zu einer der beliebtesten Wrestlerinnen der Promotion. So durfte sie dreimal den AAA Reina de Reinas Championship, den höchsten Frauentitel der Promotion, gewinnen sowie den AAA World Mixed Tag Team Championship für gemischte Tag-Teams. Letzteren zusammen mit Pentagón Jr.
Als die AAA der Fernsehsendung Lucha Underground auf dem US-amerikanischen Fernsehsender El Rey Network mehrere Wrestler zur Verfügung stellte, war sie von Beginn an dabei. Dort hatte sie zunächst ein Programm mit ihren AAA-Wrestlerkollegen Pentagón Jr. und Super Fly. Am 31. Januar 2016 durfte sie als erste weibliche Wrestlerin den Lucha Underground Gift of the Gods Championship gewinnen. Nachdem sie außerdem am 9. April 2016 die Battle Royal Aztec Warfare gewann, wurde sie zudem erster weiblicher Lucha Underground Champion, musste den Titel jedoch einen Tag später an Johnny Mundo abgeben.
Am 2. Juli 2016 trat sie wegen Streitigkeiten mit anderen Luchadoras vom Wrestling zurück. Sie nahm bei einem Boxkampf in Mexiko-Stadt ihre Maske ab (im Lucha Libre eine symbolträchtige Geste) und erklärte, nun als professionelle Boxerin antreten zu wollen.
Sie blieb nicht lange dem Boxen treu und kehrte wieder zum Wrestling zurück, wo sie wieder von ihrem früheren Arbeitgeber AAA angestellt wurde. Während eines Matches bei der Show Triplemanía XXV, welches zusammen von AAA und Global Force Wrestling veranstaltet wurde, kugelte sie ihrer Gegnerin Rosemary absichtlich die Schulter aus, da es vor der Show zu Streitigkeiten untereinander kam. Nach dem Match wurde Sexy Star von Vampiro zur Rede gestellt und aufgefordert, sich bei Rosemary zu entschuldigen, was sie auch tat. Aufgrund der bisherigen schlechten Verhältnisse zwischen AAA und Sexy Star ist ihre Zukunft bei der Promotion momentan ungewiss.

## Privatleben
Rivas ist seit 2015 mit dem Profiboxer Jhonny González verheiratet.

## Titel
- Asistencia Asesoría y Administración
  - AAA Reina de Reinas Championship (3×)
  - AAA World Mixed Tag Team Championship (1×)  mit Pentagón Jr.
  - Reina de Reinas (2012)
- Federacion Internacional de Lucha Libre
  - FILL Mixed Tag Team Championship (1×)  mit Humberto Garza, Jr.
  - FILL Women’s Championship (1×)
- Lucha Underground
  - Gift of the Gods Championship (1×)
  - Lucha Underground Championship (1×)
  - Aztec Warfare III
- Pro Wrestling Illustrated
  - Nr. 13 der 50 besten Wrestlerinnen 2015